# 卵投げつけ

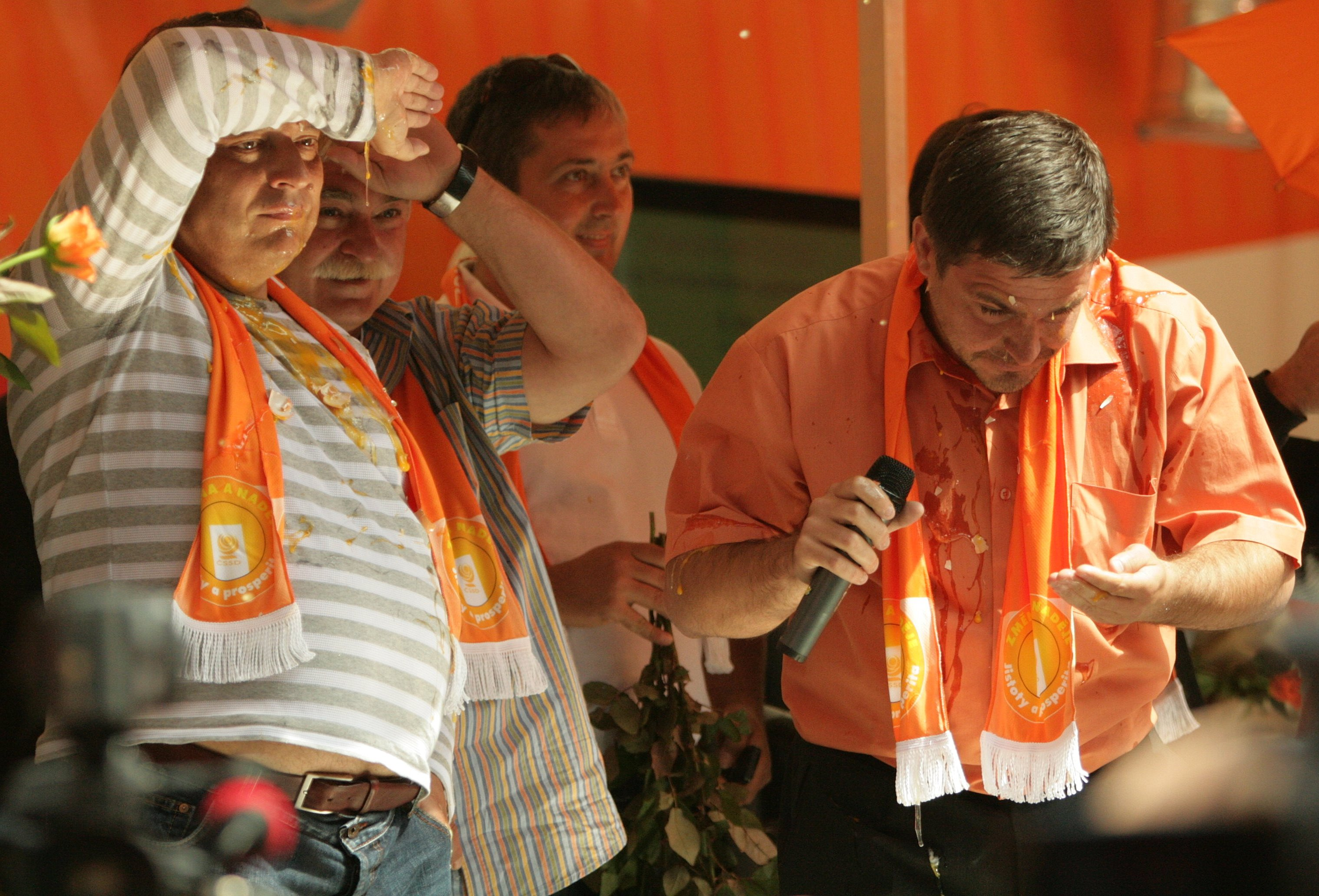
イジー・パロウベクが卵投げつけを回避中（2009年欧州議会議員選挙 (チェコ)で）

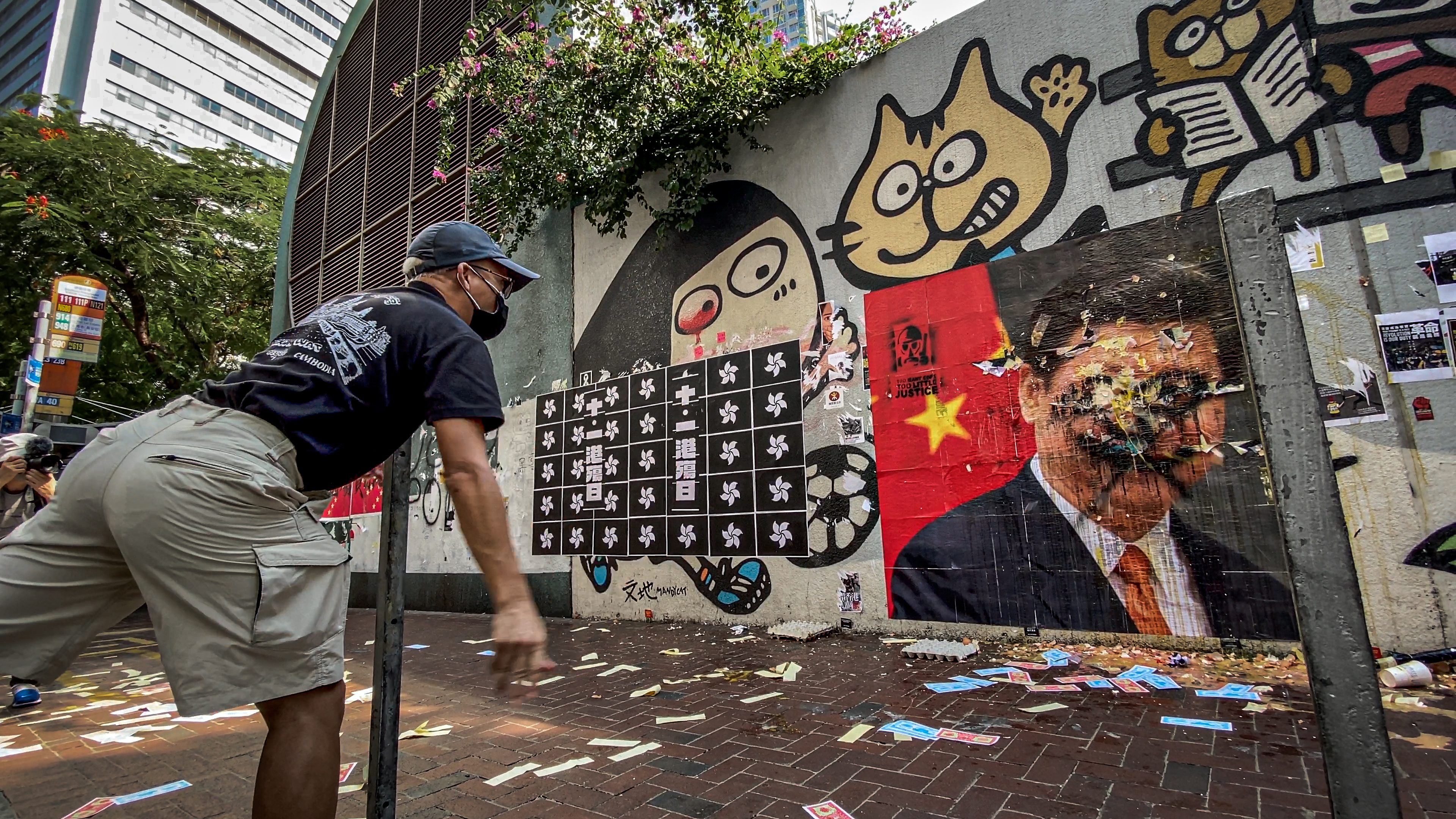
習近平のポスターへ卵投げつけ（香港で、2019年）

卵投げつけ（たまごなげつけ、英語: Egging＝エッギング）とは、人や物に向かって卵を投げる行為である。卵は通常生であるが、固くゆでた卵や腐った卵の場合もある。
政治家への卵投げつけはよく知られた抗議活動であり、理由の有無にかかわらず、車や家へのエギングは破壊行為の一形態として行われる可能性があるが、世界の場所によってはブラジルの誕生日の時のように、お祝いの目的で行われることもある。

## 破損と傷害
卵は物に投げられると簡単に損害を引き起こす可能性があり、卵を投げることは破壊行為とみなされる。また、人の顔に卵をぶつけると、重傷や目の損傷を引き起こす可能性がある。 

## 抗議として
抗議の一環として、人や建物に卵投げつけが行われることがある。ターゲットにされた著名人には、デビッド・キャメロン、スティーブ・バルマー、ブロニスワフ・コモロフスキ、アーノルド・シュワルツェネッガー、ジョン・プレスコット、ヘルムート・コール、ニコラ・サルコジ、ニック・グリフィン、チャールズ3世、エマニュエル・マクロンなどがいる。
日本では、1996年5月9日に日生球場で開催されたプロ野球パシフィック・リーグの近鉄バファローズ対福岡ダイエーホークス戦で、試合終了直後に敗戦したダイエーの王貞治監督と選手が乗ったバスに対し、ファンが生卵を投げつける事件が発生した。ダイエーは前年1995年にパ・リーグ5位に終わり、1996年もリーグ最下位と低迷する中で発生した事件であった。
卵投げつけがヨーロッパで政治的抗議活動として定着したのは、19世紀後半に発表されたジョージ・エリオットの人気長編小説『ミドルマーチ』の主人公の一人であるアーサー・ブルックが、法外な公約をする選挙演説をしたので生卵を投げつけられて、大陸に避難する場面の影響があるという。

## 参照項目
- 靴投げつけ (Shoe tossing)
- 靴投げ事件